# Grondafhandeling

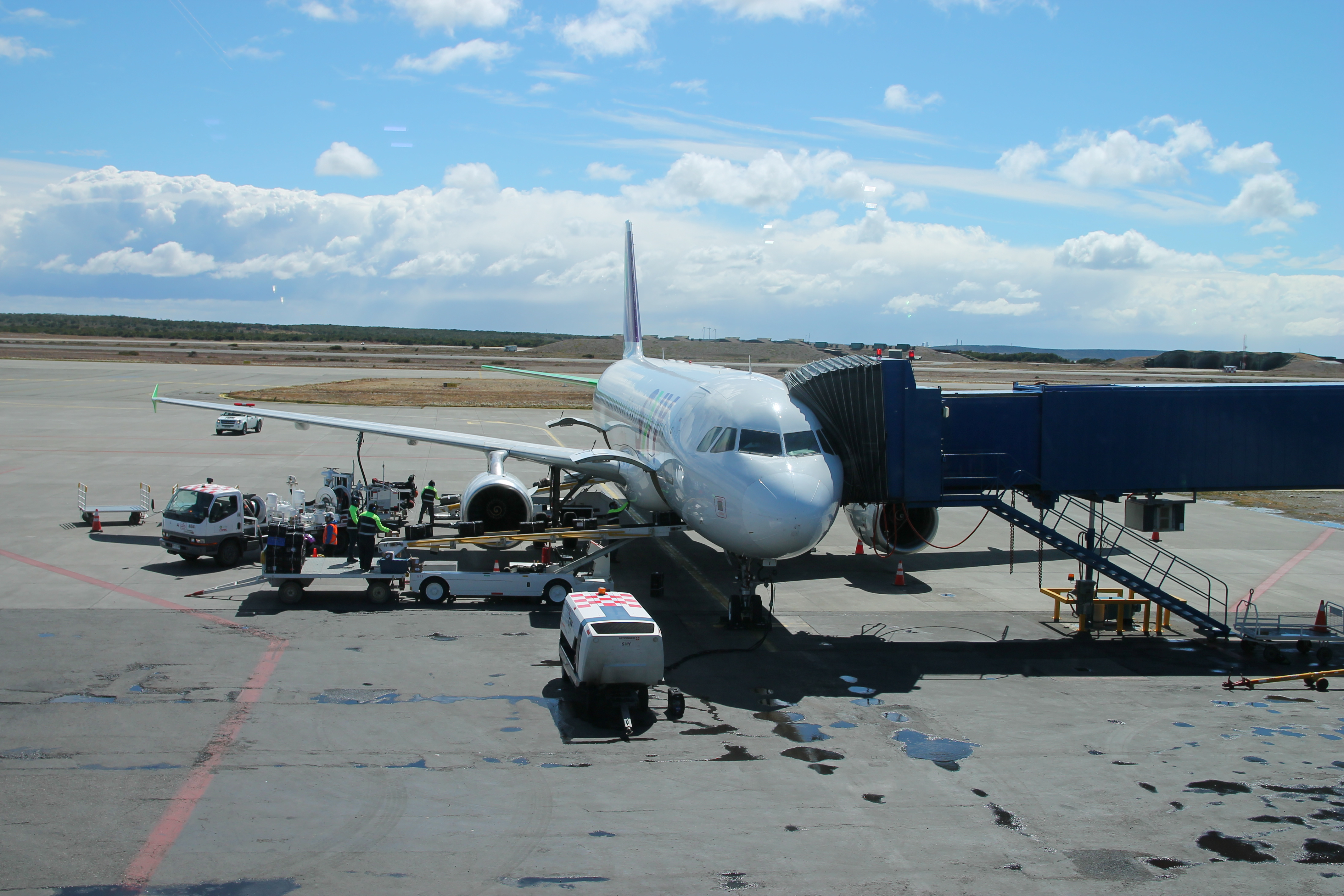
Grondafhandeling: rechts de vliegtuigslurf, links voertuigen voor bagage en catering, links vooraan de externe electriciteitsvoorziening.

De grondafhandeling in de luchtvaart omvat alle taken voor dagelijks onderhoud en bevoorrading van passagiersvliegtuigen op de grond, doorgaans geparkeerd op een luchthaven. Ook de opvang en doorstroming van de passagiers behoren tot de taken, evenals de beveiliging van de luchthaven. 
Veel luchtvaartmaatschappijen hebben de grondafhandeling uitbesteed aan luchthavenbedrijven, aan afhandelingsbedrijven of zelfs aan een andere luchtvaartmaatschappij. Volgens ramingen van de International Air Transport Association (IATA) zouden luchtvaartmaatschappijen in 2013 meer dan 50 procent van de grondafhandeling uitbesteed hebben. Lijnvliegtuigen hebben een uitgebreide dienstverlening nodig, tussen aankomst en vertrek op een volgende vlucht. Snelheid, efficiëntie en nauwkeurigheid bij de grondafhandeling zijn van het grootste belang om de doorlooptijd (de tijd waarin het vliegtuig bij de gate geparkeerd moet blijven) te minimaliseren. Een snellere doorlooptijd, en dus kortere grondtijd, leidt tot een hoger rendement en dus hogere winst. Contracten voor grondafhandeling worden doorgaans afgesloten op basis van standaardformules, opgesteld door IATA of de Amerikaanse sectororganisatie Airlines for America. 

## Taken in de grondafhandeling
De grondafhandeling omvat een hele reeks taken, onder meer: 

### Schoonmaak van de vliegtuigcabine
Dit omvat het schoonmaken van de cabine, maar ook taken zoals het aanvullen van verbruiksgoederen aan boord (zeep, handdoeken, toiletpapier, leesmateriaal) en het vervangen van wasbare voorwerpen zoals kussens en dekens.

### Onderhoud
Tussen vluchten wordt altijd een inspectie verricht aan het vliegtuig. Deze kan gedaan worden door een piloot of een technicus. De inspectie wordt genoteerd in het technische logboek van het vliegtuig. Ook worden technische klachten die zijn ontstaan tijdens de voorgaande vlucht afgehandeld. Of door ze op te tekenen in het technisch log of door reparaties te verrichten. Na bepaalde intervallen worden er door de grondtechnici ook uitgebreidere inspecties en onderhoud verricht.

### Catering

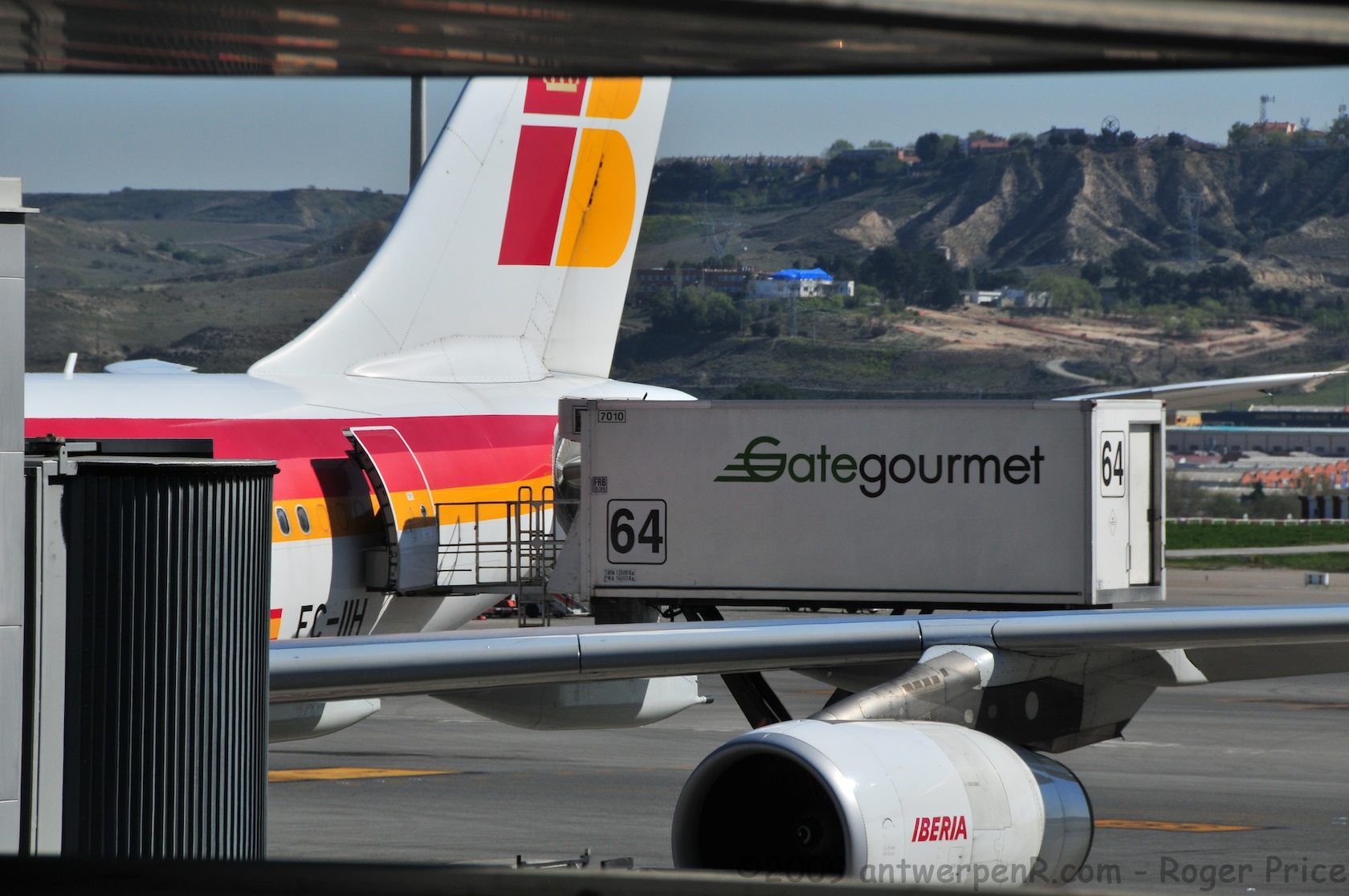
Cateringservice aan een vliegtuig.

De catering omvat het ophalen van voedselafval en -overschotten uit het vliegtuig, en het laden van voedsel en drank voor passagiers en bemanning. De maaltijden worden meestal op de grond bereid en (diep)gevroren aan boord gebracht. Aan boord worden de warme maaltijden opgewarmd in heteluchtovens.

### Platformservice
Dit omvat een hele reeks – veelal technische – diensten op het platform, zoals: 
- marshalling, het loodsen van een vliegtuig met handgebaren.
- het verslepen van het vliegtuig bij aankomst, vertrek (pushback) en het verplaatsen van het vliegtuig.
- het af- en aanvoeren van water voor sanitair en drinkwater
- het legen van de afvaltanks
- het aansluiten van airconditioning
- hulp bij het starten van de motoren
- het bijtanken, meestal met een tankwagen
- aansluiting op de externe electriciteitsvoorziening.
- bevestigen van de vliegtuigtrap of opstelling en afkoppelen van de vliegtuigslurf
- het voorzien van een rolstoellift
- het ontijzen van het vliegtuig (ontdoen van sneeuw en ijs) (de-icing) en bescherming tegen ijsaanzetting (anti-icing)

### Belading
Dit omvat vooral de verwerking van de passagiersbagage met een bagageafhandelingssysteem, maar ook het in- en uitladen van luchtvracht.

### Passagiers
Hoewel het inchecken van passagiers doorgaans bij de balie van de luchtvaartmaatschappij zelf plaatsvindt, moet de luchthaven, of het grondafhandelingsbedrijf, zorgen voor het opstellen en/of bemannen van de transferbalies, de klantenservicebalies en de lounges van de luchtvaartmaatschappijen. Voordat de passagier aan boord gaat wordt het paspoort en de instapkaart nogmaals gecontroleerd aan de gate.

### Communicatie
Communicatiediensten begeleiden het vertrek, en onderhouden het contact met de luchtvaartmaatschappij op de luchthaven en met de luchtverkeersleiding.

### Beveiliging en bewaking
Hoewel de beveiliging en bewaking van luchthavens in de eerste plaats een taak is voor de politie (in noodgevallen zelfs het leger), worden gewone taken van bewaking vaak uitbesteed aan privé-beveiligingsfirma’s. 

### Galerij

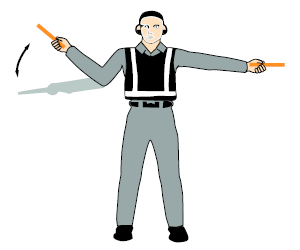
”Rechts draaien” in handgebaren van de marshaller
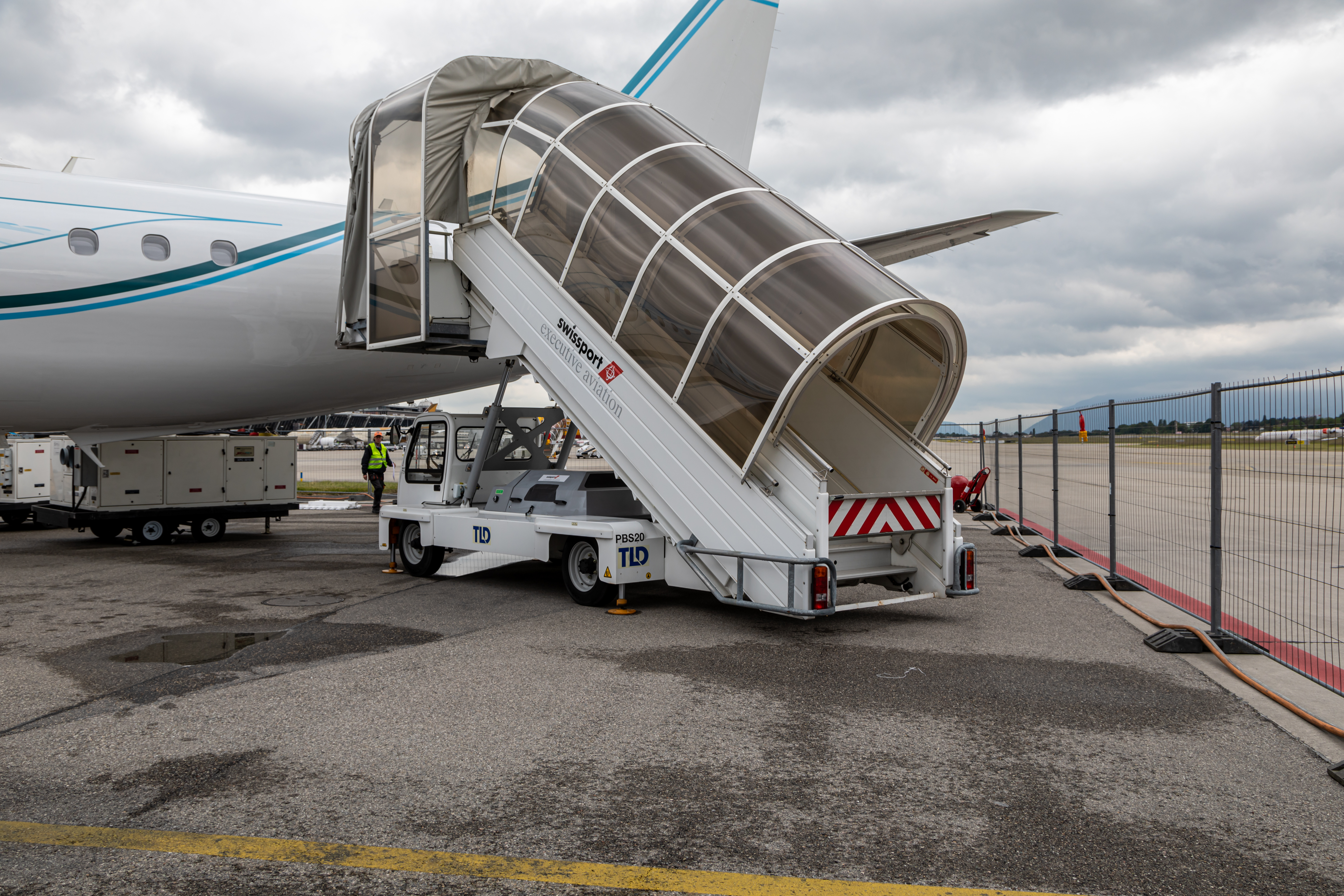
Vliegtuigtrap
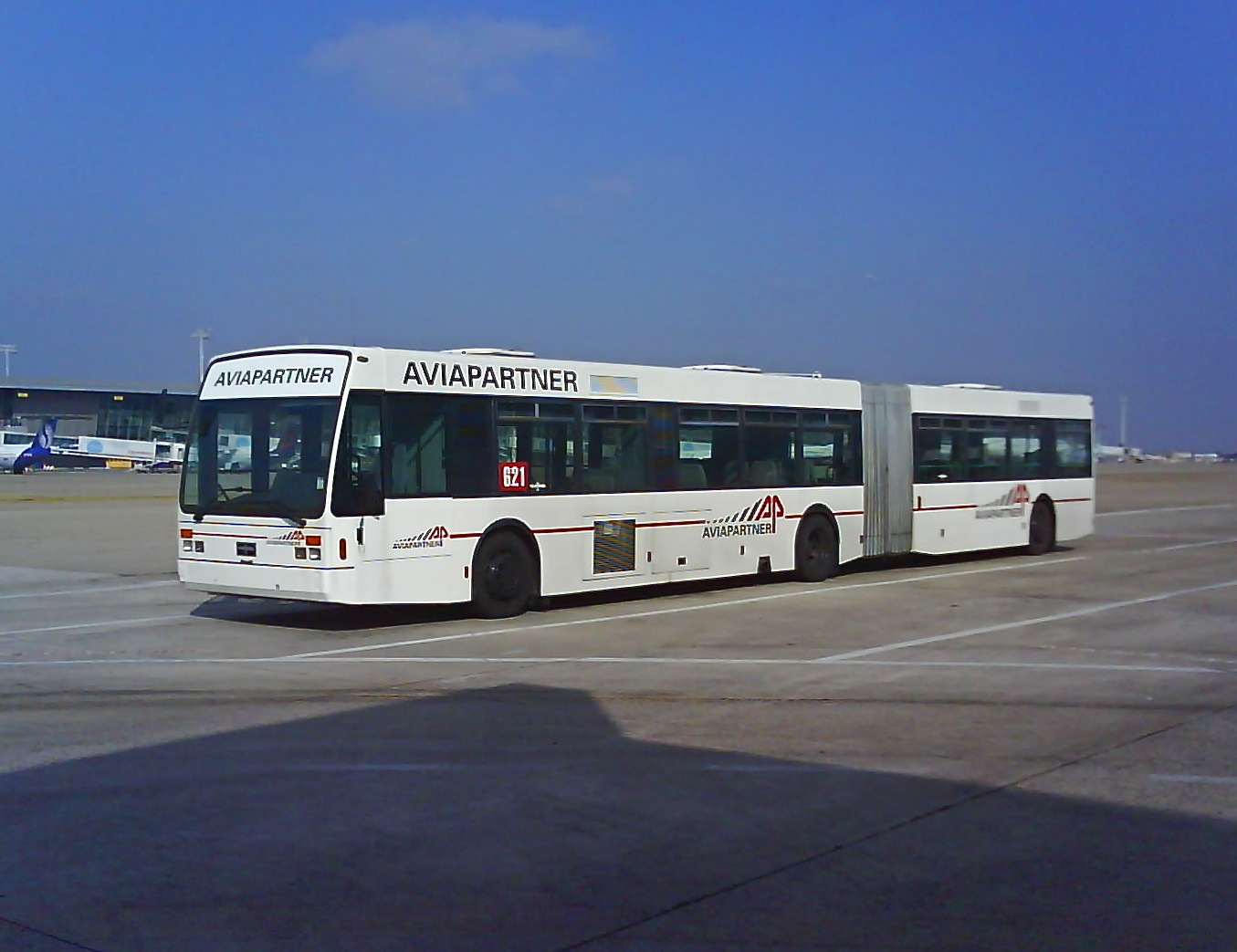
Passagiersvervoer per bus
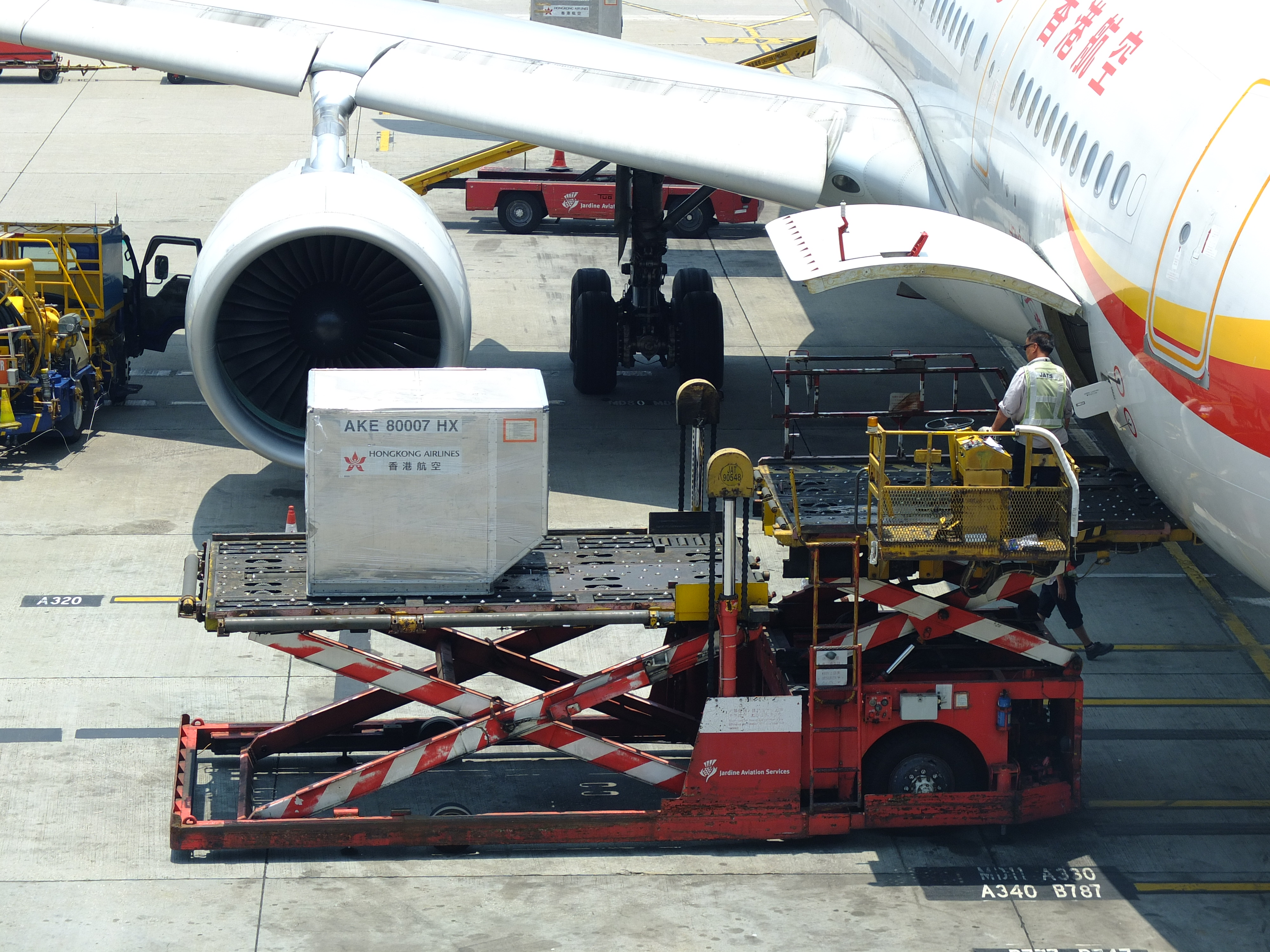
een "ULD" (unit load device) wordt geladen
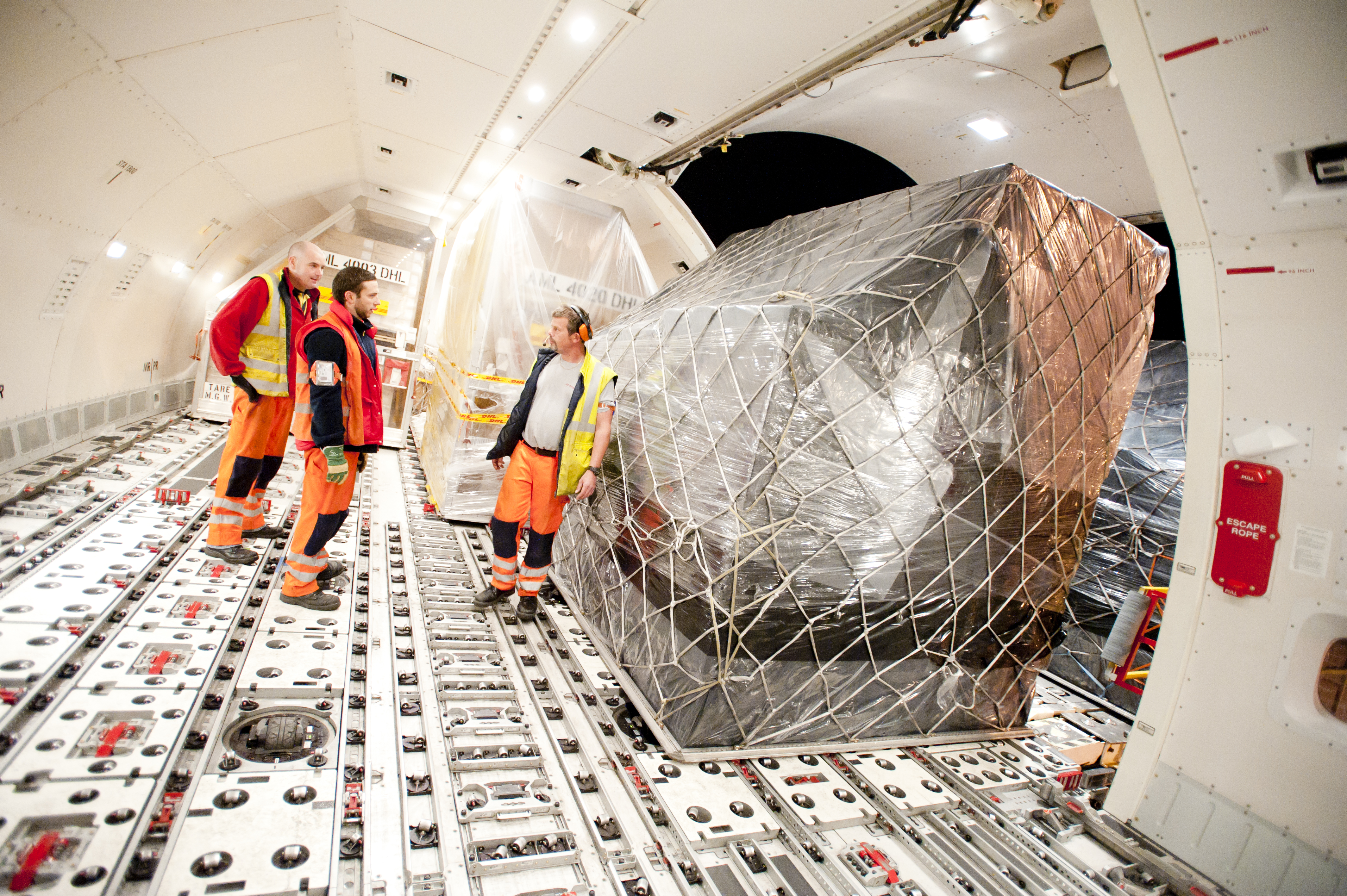
Luchtvracht wordt geladen
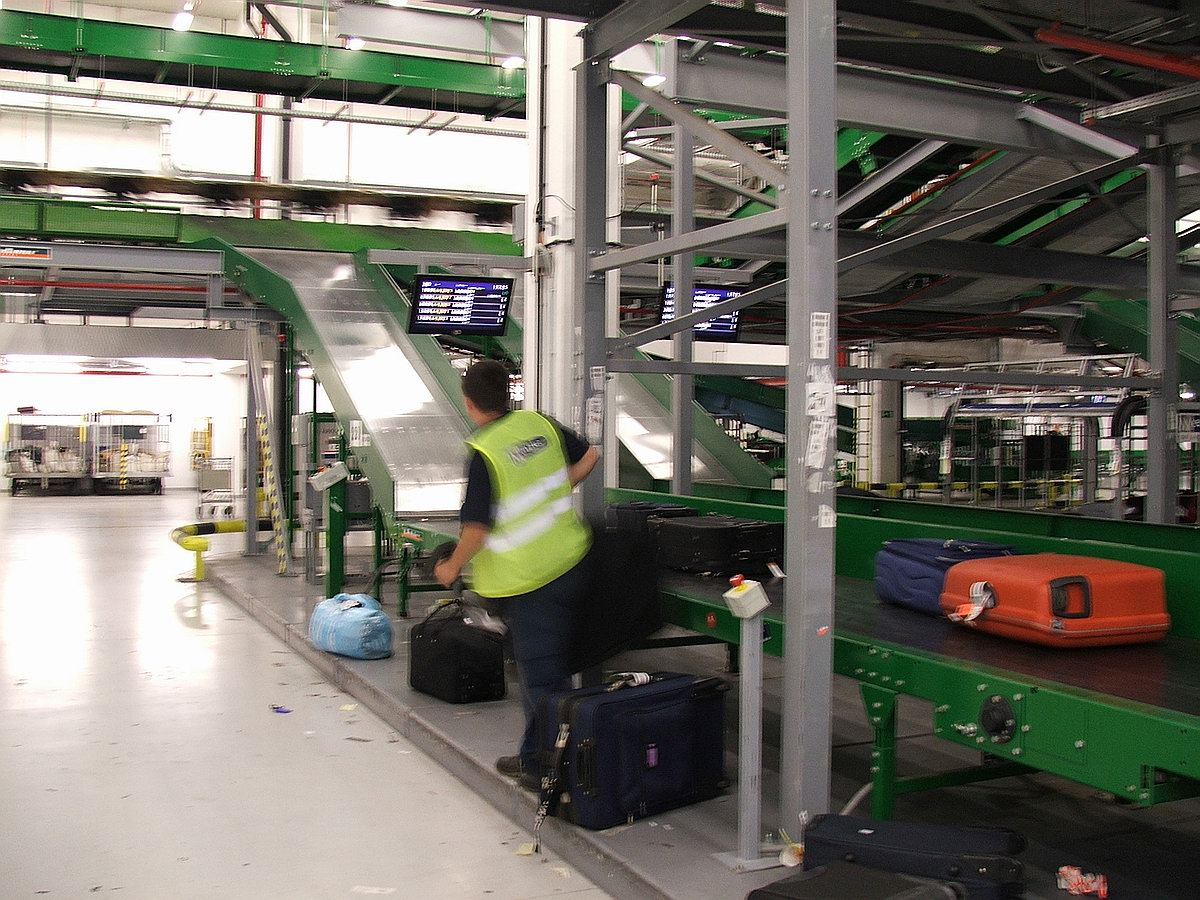
Een bagagesorteerband
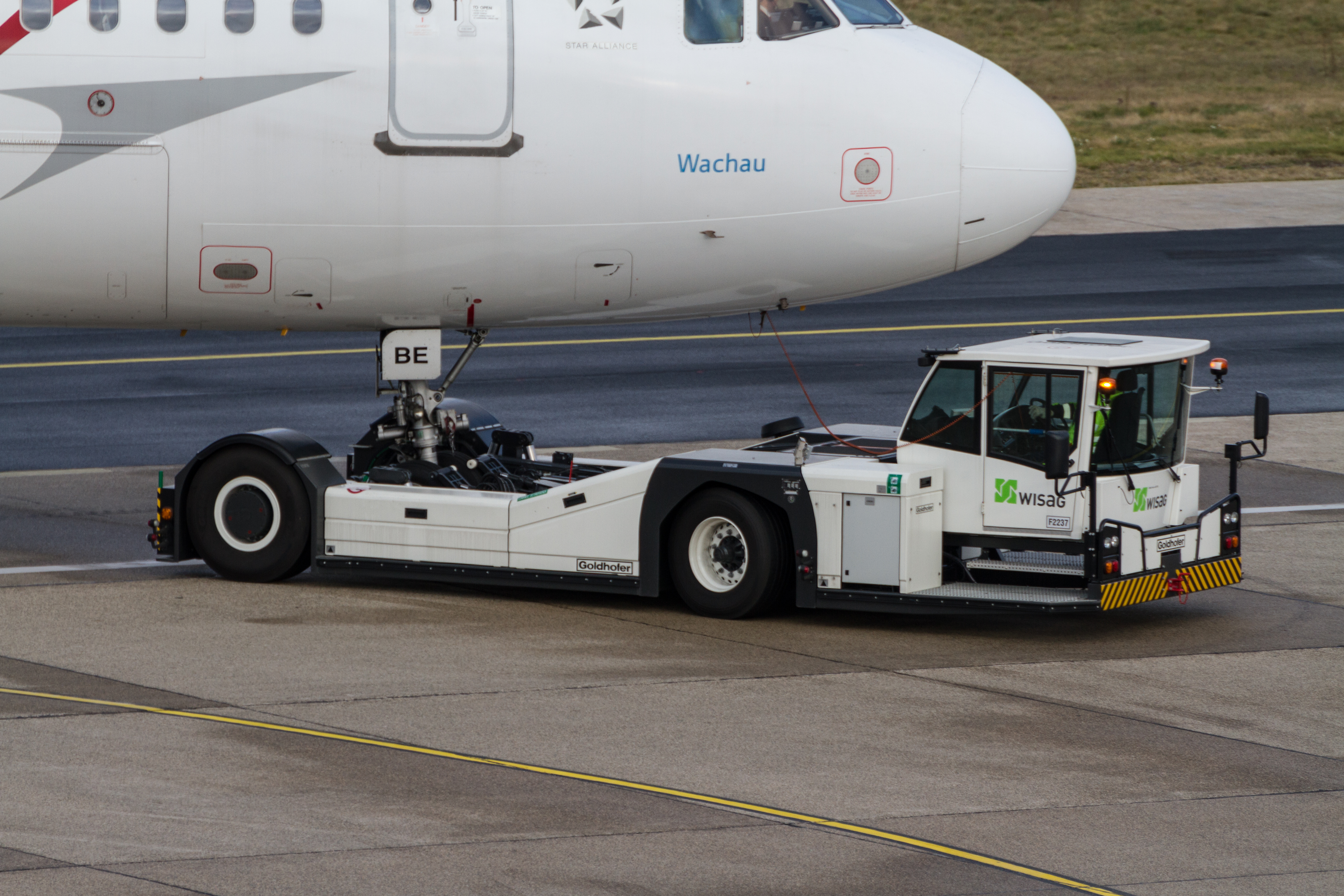
Een pushback-truck
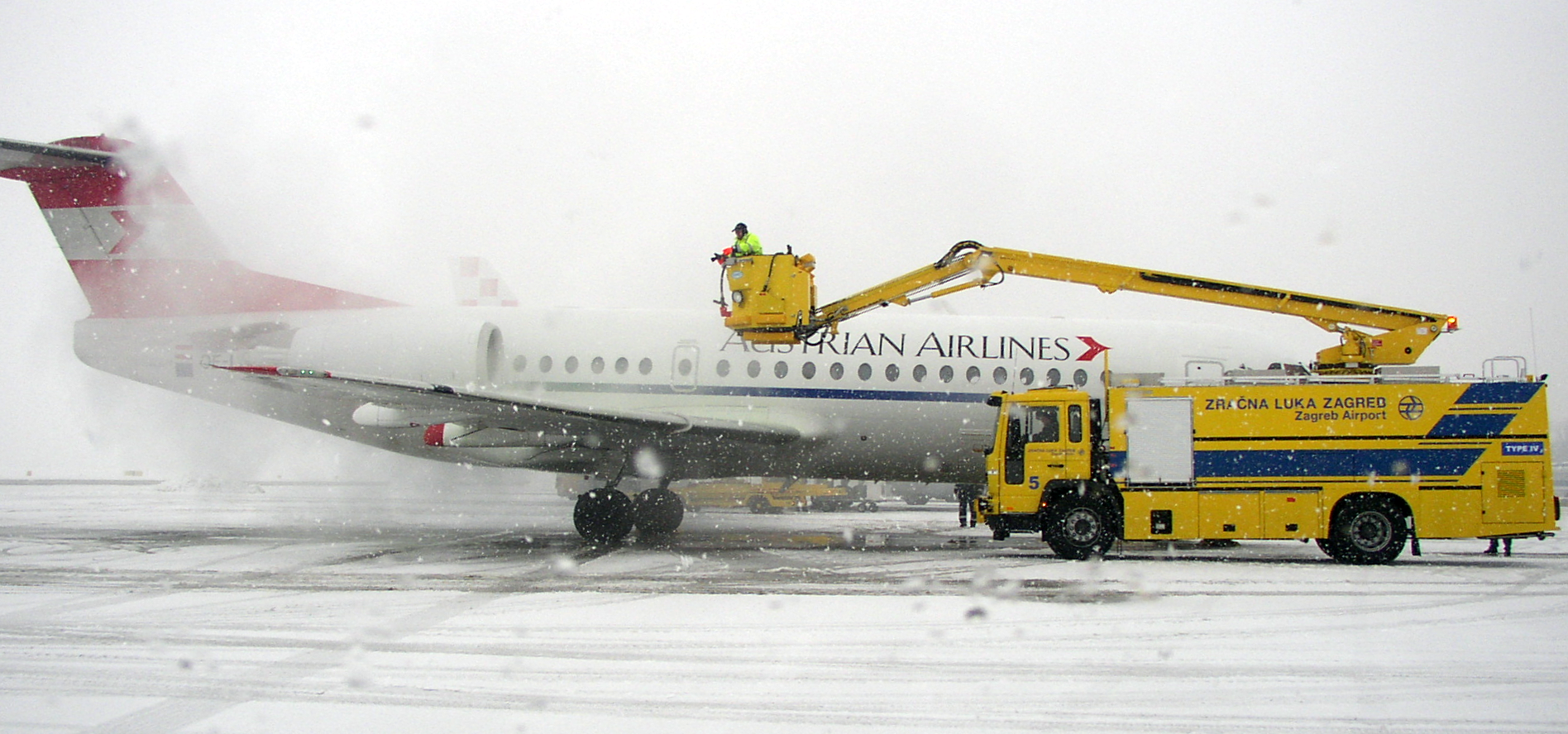
Het ontijzen van de vleugel (de-icing)
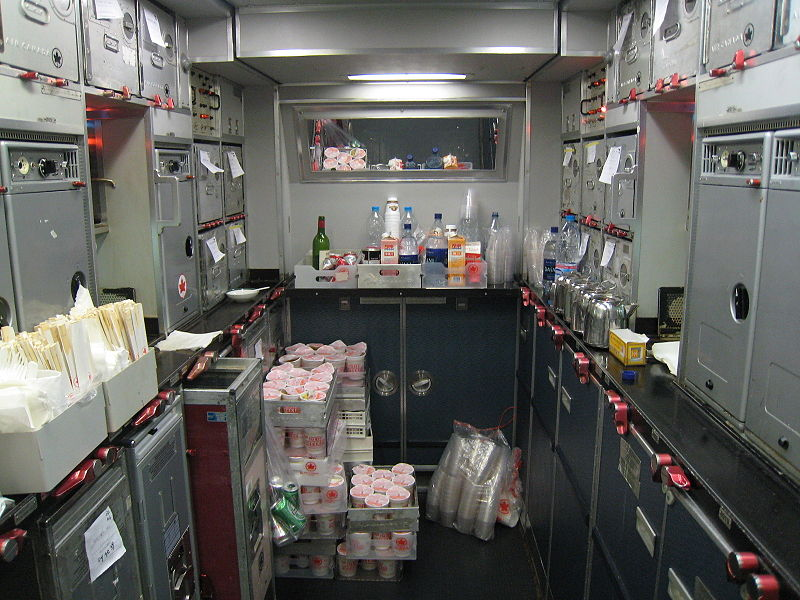
De galley van een vliegtuig
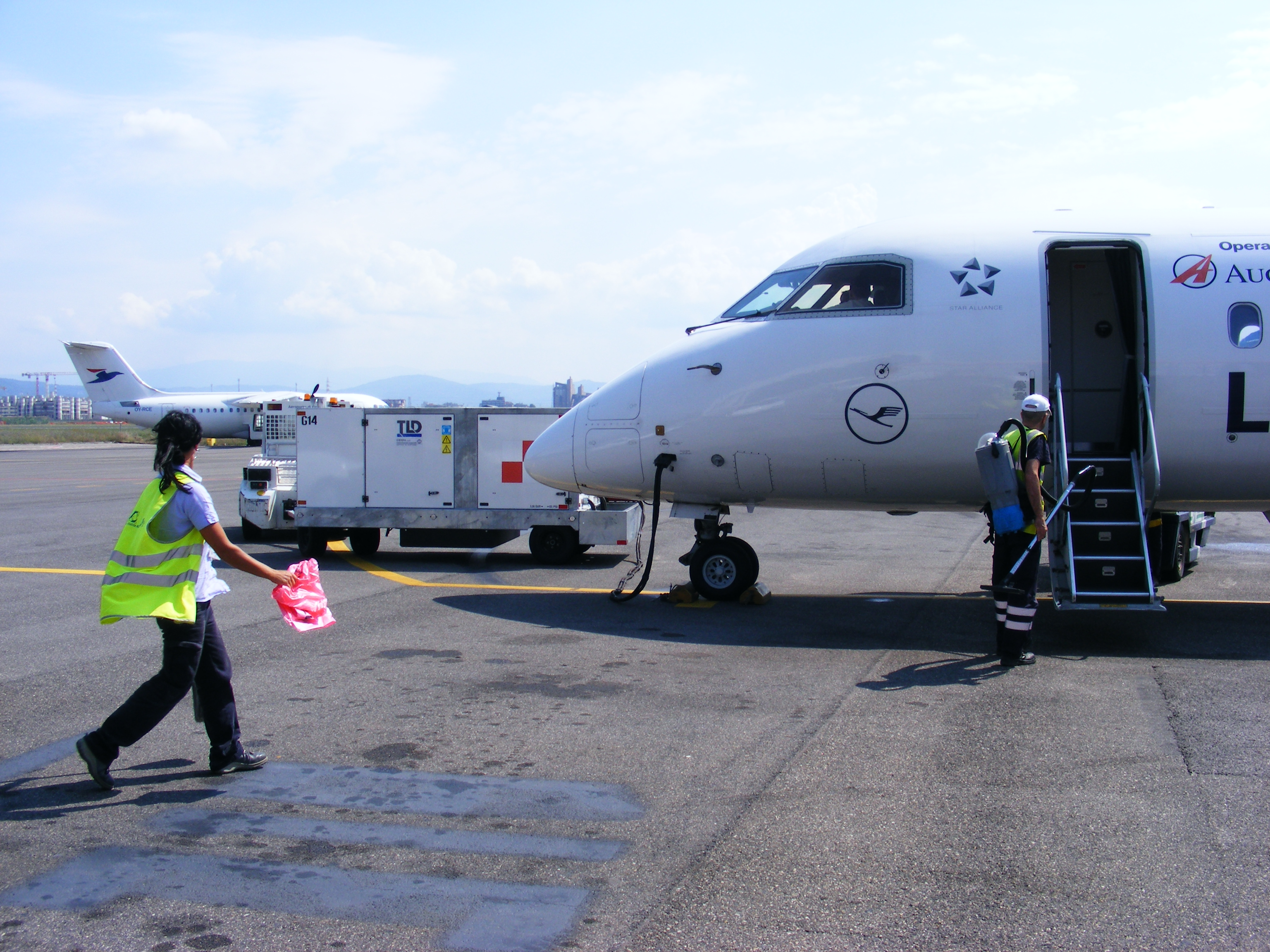
Een schoonmaker aan het vliegtuig, met op de rug gedragen stofzuiger

## Grondafhandelingsbedrijven

### Nederland en België
| Amsterdam Airport Schiphol      | Rotterdam The Hague Airport     | Eindhoven Airport | Maastricht Aachen Airport    | Groningen Airport Eelde       | Brussels Airport | Antwerpen Airport |
| ------------------------------- | ------------------------------- | ----------------- | ---------------------------- | ----------------------------- | ---------------- | ----------------- |
| Aviapartner (Excecutive)        | Aviapartner                     | Viggo             | Maastricht Handling Services | Afhandeling Groningen Airport | Aviapartner      | Aviapartner       |
| Dnata                           | Jet Aviation (General Aviation) |                   |                              |                               | Alyzia           |                   |
| Jet Aviation (General Aviation) |                                 |                   |                              |                               |                  |                   |
| KLM Ground Handling             |                                 |                   |                              |                               |                  |                   |
| Menzies Aviation                |                                 |                   |                              |                               |                  |                   |
| Swissport                       |                                 |                   |                              |                               |                  |                   |
| Viggo                           |                                 |                   |                              |                               |                  |                   |

### Elders in de wereld
Vele grondafhandelingsbedrijven zijn financieel verbonden met een grote luchtvaartmaatschappij. Maar ook bedrijven als Swissport en Aviapartner zijn in vele landen actief.